# Lulu Town
Lulu Town (aldea Lulu) es un antiguo asentamiento ahora deshabitado, en isla de Navaza, reclamado tanto por los Estados Unidos como por la vecina Haití, en el mar Caribe.
La isla de Navaza fue reclamada por los Estados Unidos el 19 de septiembre de 1857, mediante Peter Duncan, un capitán de barco estadounidense, según la Ley de islas guaneras del 18 de agosto de 1856. El asentamiento modesto fue creado para albergar trabajadores y supervisores de minas cuyo objetivo eran los ricos yacimientos de guano localizado en Navaza. Este recurso, se obtuvo principalmente desde el interior de la isla, y se almacenó en Lulu Town para su posterior envío a los Estados Unidos.
Las operaciones mineras en la isla de Navaza fueron detenidas aproximadamente en 1900, y la localidad está ahora deshabitada .
El poblado se encuentra en la bahía de Lulu a donde difícilmente pueden llegar los barcos. Los pequeños botes que pululan regularmente por la zona se dedican a la pesca, en su mayoría barcos pesqueros de Haití.